# Diana Golze

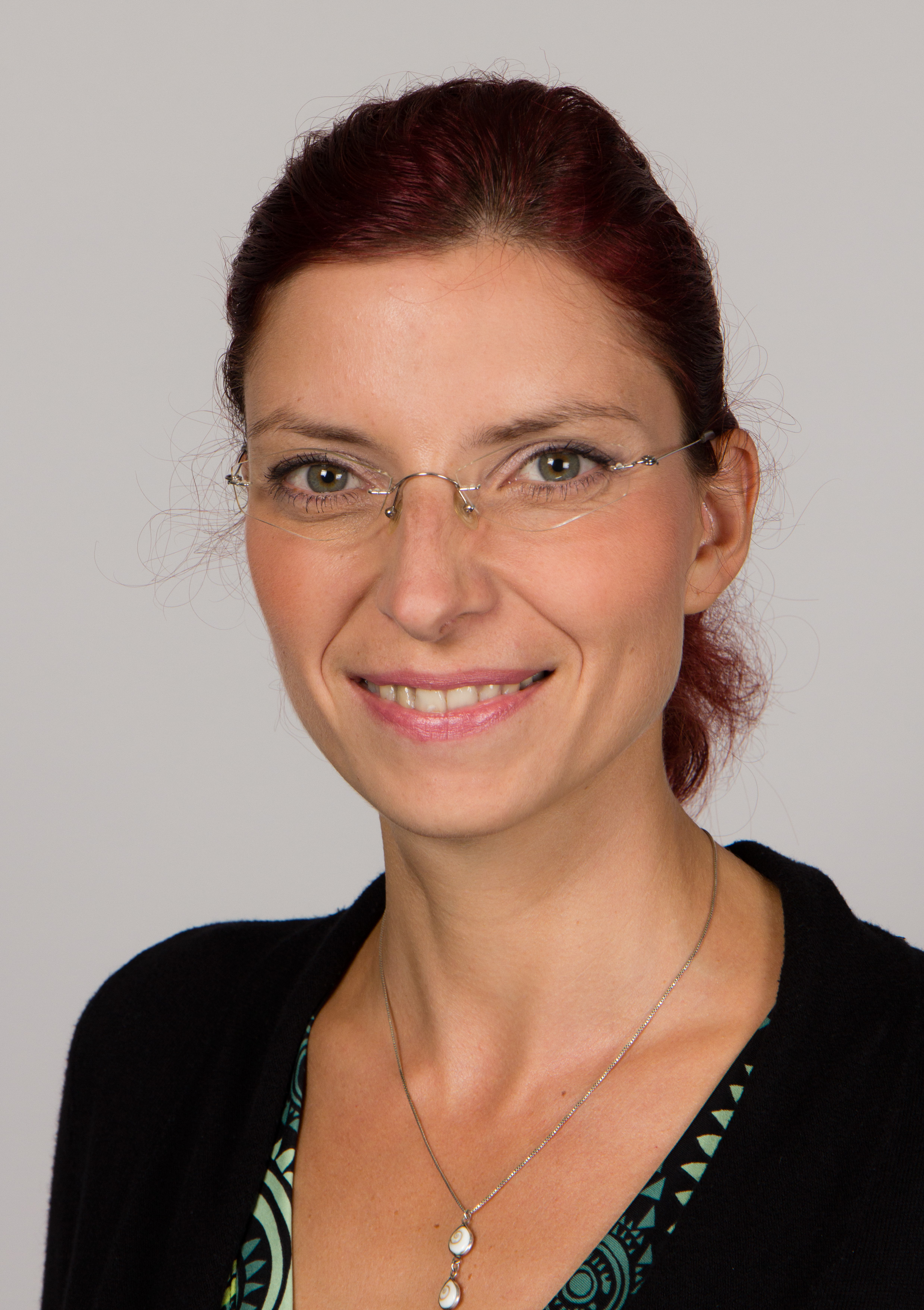
Diana Golze (2014)

Diana Hertha Golze, geb. Gnorski, (* 18. Juni 1975 in Schwedt/Oder, Bezirk Frankfurt (Oder), DDR) ist eine deutsche Politikerin (Die Linke). Sie war von 2005 bis 2014 Mitglied des Deutschen Bundestages und war seit dem Amtsantritt des Kabinetts Woidke II am 5. November 2014 bis zu ihrem Rücktritt am 28. August 2018 Arbeits- und Sozialministerin in Brandenburg. Von März 2018 bis Februar 2020 war sie Vorsitzende des Landesverbandes Die Linke Brandenburg.

## Leben und Beruf
Diana Golze besuchte ab 1982 in Angermünde die Schule und machte dort am Einstein-Gymnasium 1995 das Abitur. Anschließend absolvierte sie ein Studium der Erziehungswissenschaften mit dem Schwerpunkt Sozialpädagogik an der TU Berlin, das sie 2000 als Diplom-Sozialpädagogin beendete. Von 1999 bis 2003 war sie Mitarbeiterin im Wahlkreisbüro des Brandenburger Landtagsabgeordneten Heinz Vietze und von 2003 bis 2005 des Abgeordneten Christian Görke.
Am 13. Dezember 2013 wurde sie in den Vorstand des Deutschen Kinderhilfswerkes gewählt.

## Partei
Als Schülerin wurde Golze 1991 Mitglied der Arbeitsgemeinschaft Junge GenossInnen und 1997 auch der PDS. Ab 1997 gehörte sie dem Landesvorstand der PDS in Brandenburg an und war dort von 1999 bis 2012 stellvertretende Landesvorsitzende. Außerdem war sie Vorsitzende des Die Linke-Kreisverbandes Havelland.
Da Christian Görke auf eine weitere Kandidatur verzichtet hatte, wurde sie auf seinen Vorschlag hin am 17. März 2018 zusammen mit Anja Mayer zu den Landesvorsitzenden der Linken Brandenburg gewählt. Die Wahl erfolgte in Abwesenheit, da sie aufgrund einer im Vorjahr durch einen umstürzenden Baum erlittenen schweren Rückenverletzung nochmals operiert werden musste. Entsprechend war auch mit einer Spitzenkandidatur ihrerseits für die Landtagswahl in Brandenburg 2019 gerechnet worden, worauf sie nach ihrem Rücktritt als Ministerin jedoch verzichtete und nur als Bewerberin um ein Direktmandat teilnehmen wollte, aber nicht antrat.

## Politische Ämter

### Kommunalpolitik
Von 1998 bis 2001 war sie Mitglied des Kreistages des Kreises Uckermark. Seit Oktober 2003 gehört sie der Stadtverordnetenversammlung von Rathenow, deren Vorsitzende sie seit 2008 ist, und dem Kreistag des Kreises Havelland an. 2022 kandidierte sie bei der Bürgermeisterwahl in Rathenow, unterlag jedoch in der Stichwahl Jörg Zietemann.

### Abgeordnete
Von 2005 bis 2014 war sie Mitglied des Deutschen Bundestages. In dieser Zeit war sie Mitglied der Kinderkommission sowie des Ausschusses für Familie, Senioren, Frauen und Jugend. Golze ist stets über die Landesliste Brandenburg in den Bundestag eingezogen.

### Landesministerin
Nach der brandenburgischen Landtagswahl 2014 bildeten Die Linke Brandenburg und die SPD Brandenburg eine Regierungskoalition. In dieser fielen drei Ministerposten an die Linke, die Golze neben Christian Görke und Helmuth Markov auf ihrem Landesparteitag am 1. November 2014 für eines dieser Ämter nominierte. Am 5. November wurde Golze zur Ministerin für Arbeit, Soziales, Gesundheit, Frauen und Familie ernannt und gehörte seitdem dem Kabinett Woidke II an. Ihren Rücktritt erklärte sie am 28. August 2018, nachdem die Brandenburger Gesundheitsbehörden, trotz Hinweisen im Jahr 2016, erst nach einem Bericht des Magazins Kontraste im Juli 2018 gegen den Handel mit möglicherweise gestohlenen Krebsmedikamenten durch die Firma Lunapharm eingeschritten waren.

## Privates
Golze ist verheiratet und hat eine Tochter und einen Sohn.